# Catarina Filipe
Catarina Sofia Santos Filipe (Waterbury, Connecticut; 12 de fevereiro de 1995) é uma cantora, compositora, youtuber e influencer portuguesa nascida nos Estados Unidos.

## Biografia
Filha de emigrantes portugueses, Catarina Filipe nasceu em Waterbury, no condado de New Haven, Connecticut, e viveu um ano e meio em Naugatuck até que os seus pais tomaram a decisão de regressar a Portugal. A família estabeleceu-se em Óbidos e depois mudaram-se para as Caldas da Rainha. Em 2013 mudou-se para Lisboa para estudar gestão de empresas no Instituto Superior de Economia e Gestão, começou a sua carreira como influenciadora no YouTube em 2014.
Em julho de 2019 lançou o seu livro intitulado Hashtag Sem Filtro, ainda nesse ano mudou-se para o Brasil com o namorado e viveu seis meses em São Paulo.
Em abril de 2022, lançou-se na música com o seu primeiro single Xeque-Mate e esse mesmo ano estreou-se também em palcos sendo que, desde então, já pisou vários tais como Rock in Rio, Arraial do Técnico, MEO Sudoeste e Festival Authentica. Em janeiro de 2023, lançou o seu podcast intitulado «Close Friends» juntamente com uma amiga. A 31 de agosto de 2024, ela pediu o namorado, Viny, em casamento.

## Discografia

### Singles
- 2022 – Xeque-Mate[11]
- 2022 – SLOW MO
- 2022 – MALVADAS
- 2022 – DEZASSEIS[12]
- 2023 – Drunk Again (com ÁTOA)[13]
- 2023 – CLOUD9
- 2023 – G$D
- 2024 – Vinte e Quatro
- 2024 – Sinais
- 2024 – Sorte A Nossa[5]

## Obras
- Hashtag Sem Filtro (2019) - ISBN 9789896657765[5]